# Đại Đồng (Quảng Nam)
Đại Đồng is een xã in het district Đại Lộc, een van de districten in de Vietnamese provincie Quảng Nam.
Đại Đồng ligt op de noordelijke oever van de Vu Gia. Een belangrijke verkeersader is de Quốc Lộ 14b, inclusief de Hà Nhabrug.